# Chrysis longula
Chrysis longula (лат.) — вид ос-блестянок рода Chrysis из подсемейства Chrysidinae.

## Распространение
Палеарктика: от западной Европы до центральной Азии, Сибири и Китая. В северной Европе: Дания, Эстония, Финляндия, Латвия, Литва, Норвегия, Швеция. Относительно редкий вид.

## Описание
Длина — 10—13 мм. Ярко-окрашенные металлически блестящие осы. Тело удлиненное с параллельными боками и обычно крупное по сравнению с другими видами группы C. ignita. Голова и мезосома дорсально синие или чёрные, а у самки на переднеспинке, мезоплевроне и мезоскутеллуме имеются обширные золотисто-зелёные отблески. Пункты мезоскутума обычно окрашены светлее, чем промежутки (как у C. impressa). Тергиты и стерниты золотисто-красные, чёрные пятна на стерните S2 длинные и узкие. Пунктировка тергита T2 в передней части очень крупная, а поверхность T3 у самки блестящая. Мандибула длинная и относительно толстая. Маленькие экземпляры можно спутать с C. angustula и C. corusca, но пунктировка T2 более грубая в передней части, а черные пятна S2 более узкие. Стерниты в основном красные, а не зеленоватые, как у C. corusca. Самцов часто трудно отличить от C. impressa и C. subcoriacea. По сравнению с C. impressa, стерниты обычно более ярко-красные, а черные пятна S2 более вытянутые. Пунктировка T2 более грубая в передней части, а метасома имеет более вытянутую форму. По сравнению с C. subcoriacea, переднеспинка более резко двухцветная, пунктировка T2 обычно грубее передней, боковой край T3 более вогнут, а центральный промежуток апикальных зубцов более дугообразный. Клептопаразиты ос: Ancistrocerus и Symmorphus (Vespidae). Период лёта: июнь — август.